# Oregmopyga strongyla
Oregmopyga strongyla är en insektsart som beskrevs av Miller 1993. Oregmopyga strongyla ingår i släktet Oregmopyga och familjen filtsköldlöss. Inga underarter finns listade i Catalogue of Life.